# Bartlett (Texas)
Bartlett es una ciudad ubicada en el condado de Williamson en el estado estadounidense de Texas. En el Censo de 2010 tenía una población de 1623 habitantes y una densidad poblacional de 514,49 personas por km².

## Geografía
Bartlett se encuentra ubicada en las coordenadas 30°47′42″N 97°25′56″O / 30.79500, -97.43222. Según la Oficina del Censo de los Estados Unidos, Bartlett tiene una superficie total de 3.15 km², de la cual 3.15 km² corresponden a tierra firme y (0.25%) 0.01 km² es agua.

## Demografía
Según el censo de 2010, había 1623 personas residiendo en Bartlett. La densidad de población era de 514,49 hab./km². De los 1623 habitantes, Bartlett estaba compuesto por el 59.03% blancos, el 12.88% eran afroamericanos, el 0.18% eran amerindios, el 0.62% eran asiáticos, el 0.06% eran isleños del Pacífico, el 24.83% eran de otras razas y el 2.4% pertenecían a dos o más razas. Del total de la población el 48.86% eran hispanos o latinos de cualquier raza.